# Red Boys Differdange
Red Boys Differdange was een Luxemburgse voetbalclub uit Differdange.
De club werd in 1907 opgericht, een jaar na Fola Esch, de oudste club van het land. Toch was de club niet aanwezig in de eerste competities in het land en speelde pas in 1919 in de tweede klasse. Maar dan vond de club aansluiting met de hoogste klasse en won vijf titels tot 1933 en behaalde acht keer de beker binnen voor 1936. Er is trouwens geen enkele club die meer bekers zou binnen halen. De concurrent van de club in de hoogdagen was Spora Luxemburg. De club bleef succesvol, al duurde het tot 1979 alvorens nog een titel werd binnen gehaald.
De club nam ook verscheidene malen deel aan Europese competities en kon één keer winnen; Dit geschiedde in het seizoen 1979/80 in de Europacup I, het Cypriotische Omonia Nicosia werd met 2-1 verslagen, maar in de uitwedstrijd kreeg de club met 6-1 om de oren. In 1984/85 speelde de club thuis gelijk tegen Ajax (0-0), dat zich in Amsterdam echter revancheerde (14-0).
In 2003 besloot de club te fuseren met AS Differdange, beide clubs zakten langzaam weg in de Luxemburgse competitie. FC Differdange 03 werd zo geboren.

## Erelijst
- Landskampioen (6x):

1923, 1926, 1931, 1932, 1933, 1979
- Beker van Luxemburg

Winnaar (15x): 1925, 1926, 1927, 1929, 1930, 1931, 1934, 1936, 1952, 1953, 1958, 1972, 1979, 1982, 1985
Finalist (9x): 1924, 1932, 1935, 1948, 1950, 1955, 1970, 1977, 1986

## In Europa
#R = #ronde, T/U = Thuis/Uit, W = Wedstrijd, PUC = punten UEFA coëfficiënten .
Uitslagen vanuit gezichtspunt Red Boys Differdange
| Seizoen | Competitie   | Ronde | Land               | Club               | Totaalscore | 1e W     | 2e W     | PUC |
| ------- | ------------ | ----- | ------------------ | ------------------ | ----------- | -------- | -------- | --- |
| 1972/73 | Europacup II | 1R    | Vlag van Italië    | AC Milan           | 1-7         | 1-4 (T)  | 0-3 (U)  | 0.0 |
| 1974/75 | UEFA Cup     | 1R    | Vlag van Frankrijk | Olympique Lyon     | 1-11        | 0-7 (U)  | 1-4 (T)  | 0.0 |
| 1976/77 | UEFA Cup     | 1R    | Vlag van België    | SC Lokeren         | 1-6         | 0-3 (T)  | 1-3 (U)  | 0.0 |
| 1977/78 | UEFA Cup     | 1R    | Vlag van Nederland | AZ                 | 1-16        | 1-11 (U) | 0-5 (T)  | 0.0 |
| 1979/80 | Europacup I  | 1R    | Vlag van Cyprus    | Omonia Nicosia     | 3-7         | 2-1 (T)  | 1-6 (U)  | 2.0 |
| 1980/81 | UEFA Cup     | 1R    | Vlag van Nederland | AZ                 | 0-10        | 0-6 (U)  | 0-4 (T)  | 0.0 |
| 1981/82 | UEFA Cup     | 1R    | Vlag van Portugal  | Sporting Portugal  | 0-11        | 0-4 (U)  | 0-7 (T)  | 0.0 |
| 1982/83 | Europacup II | 1R    | Vlag van België    | Waterschei SV Thor | 1-8         | 1-7 (U)  | 0-1 (T)  | 0.0 |
| 1984/85 | UEFA Cup     | 1R    | Vlag van Nederland | AFC Ajax           | 0-14        | 0-0 (T)  | 0-14 (U) | 1.0 |
| 1985/86 | Europacup II | 1R    | Vlag van Zweden    | AIK Fotboll        | 0-13        | 0-8 (U)  | 0-5 (T)  | 0.0 |

Totaal aantal punten voor UEFA coëfficiënten: 3.0

## Bekende spelers
- Marcel Di Domenico (1972-1973 en 1976-1981)
- Paul Koch (1990-1991)
- René Scheuer (1984-1990)